# Эстмо, Оле
Оле Эстмо (норв. Ole Østmo; 13 сентября 1866 года, Эльверум, Норвегия — 11 сентября 1923, Осло, Норвегия) — норвежский стрелок, чемпион мира 1897 и призёр летних Олимпийских игр 1900.
На чемпионате мира в Лионе Эстмо стал чемпионом в стрельбе из винтовки стоя. Также, он получил серебряные медали в стрельбе из трёх позиций и в соревновании команд, и бронзовую в стрельбе лёжа.
Через три года он участвовал в Олимпийских играх в Париже. Там он получил серебряные медали в одиночной стрельбе из винтовки стоя и в команде. Кроме этого, Эстмо выиграл две бронзовые награды стреляя лёжа и с трёх позиций.